# Arata Isozaki
Arata Isozaki (磯崎 新, Isozaki Arata; Oita, 23 juli 1931 – Okinawa, 28 december 2022) was een Japanse architect, stedenbouwkundige, en architectuurtheoreticus. Hij won de RIBA Gold Medal in 1986 en de Pritzker Prize in 2019.

## Geschiedenis
Isozaki werd op 23 juli 1931 geboren in de Japanse plaats Oita. Na het voltooien van het voortgezet onderwijs daar ging hij naar de Universiteit van Tokio om daar architectuur te studeren. Hij werkte een tijd bij Kenzo Tange, om vervolgens in 1963 zijn eigen bureau op te richten.
Isozaki overleed op 28 december 2022 op 91-jarige leeftijd.

## Gebouwen (selectie)

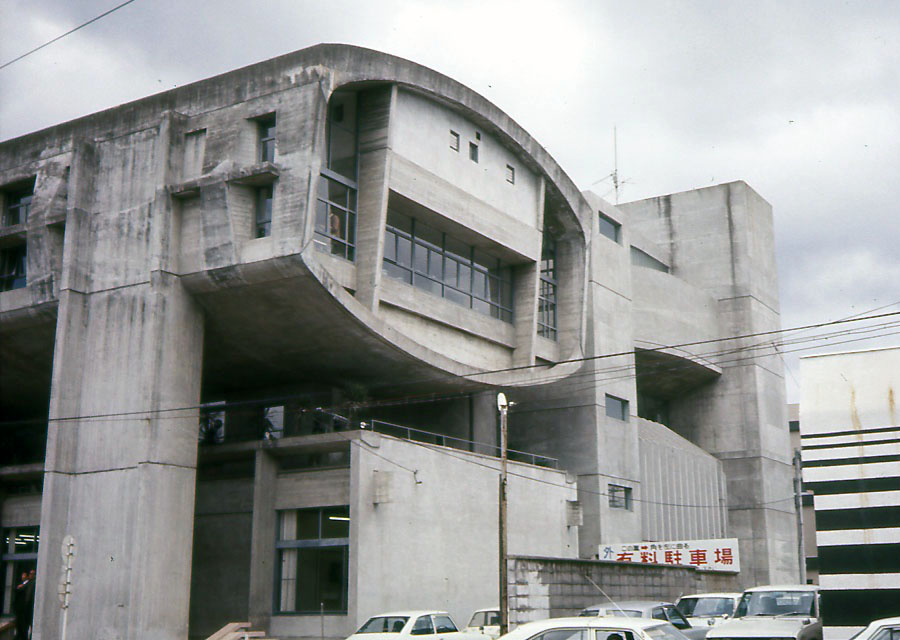
Een van zijn eerste architectonische ontwerpen, Oita Medical Hall (1959-1960)

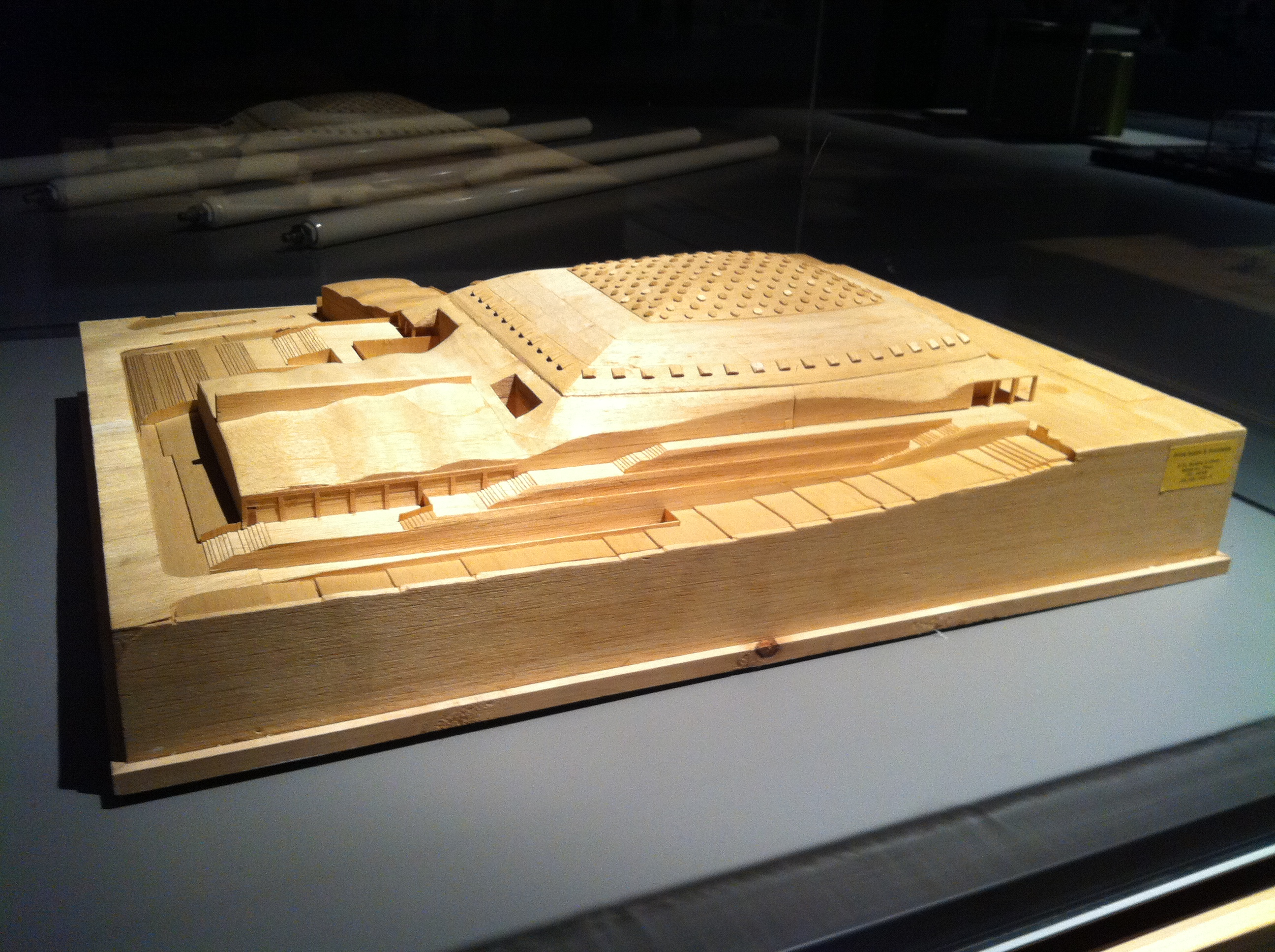
Maquette van het Palau Sant Jordi in Barcelona

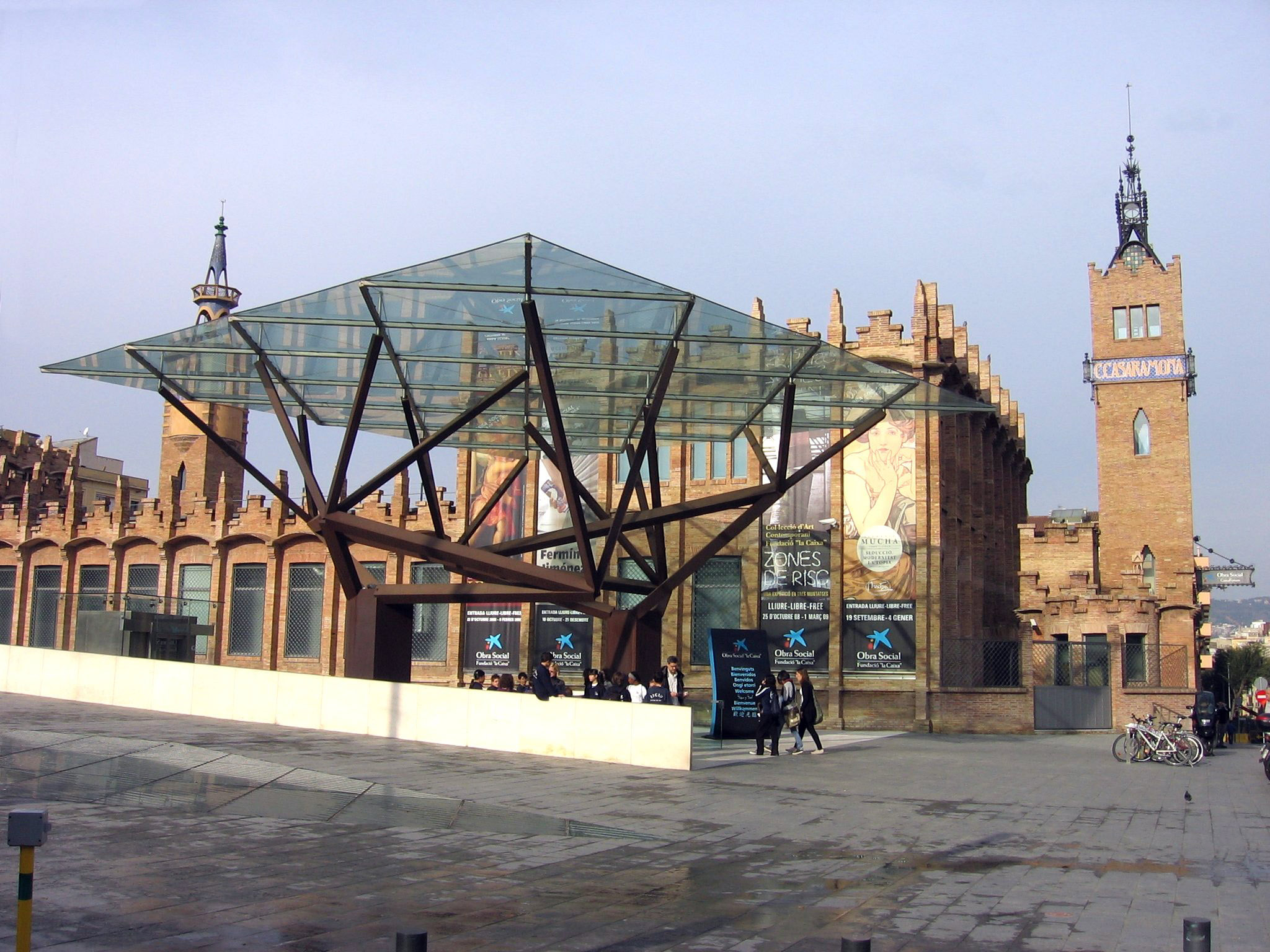
Ingang van het CaixaForum Barcelona (2001)

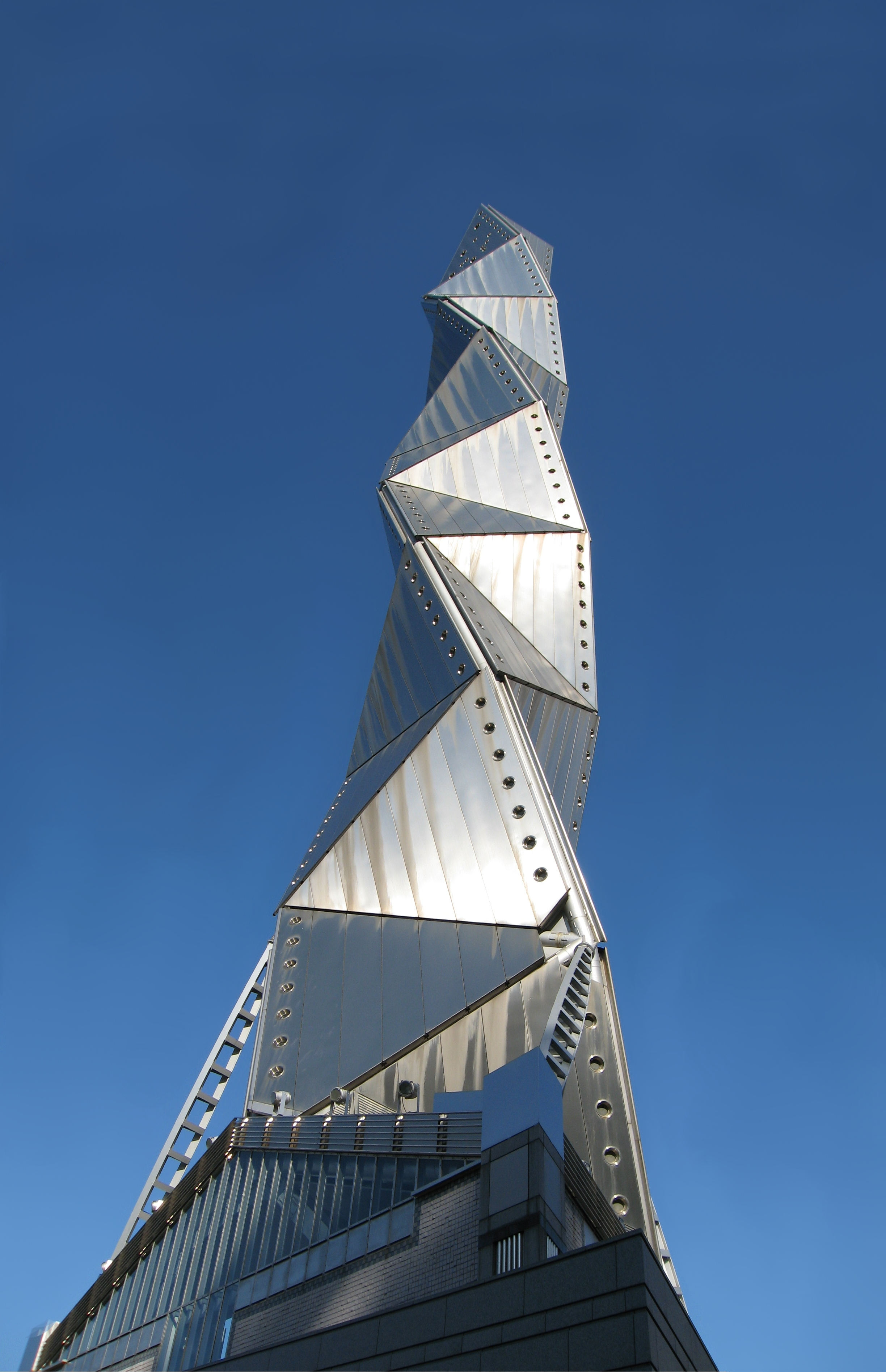
Art Tower in Mito, Ibaraki (1990)

- Ōita Prefectural Library (1962-1966) in Ōita, Japan[7]
- Kitakyushu Municipal Museum of Art (1972-1974) in Fukuoka, Japan[7]
- Kitakyushu Central Library (1973-1974) in Fukuoka, Japan[7]
- Museum of Modern Art, Gunma (1974) in Takasaki, Japan[8]
- Museum of Contemporary Art (MOCA) (1981-1986) in Los Angeles, Verenigde Staten[8]
- Sporthal Palau Sant Jordi  voor de Olympische Zomerspelen van 1992 (1983-1990) in Barcelona, Spanje[7]
- Ochanomizu Square Building - Casals Hall (1984-1987) in Tokio, Japan[7]
- Interieur van de nachtclub Palladium (1985) in New York[9]
- Art Tower Mito, Mito (1986-1990) in Ibaraki, Japan[7]
- Team Disney Orlando (1987-1990) in Orlando, Verenigde Staten[7]
- Bond University, bibliotheek, kantoorgebouw, Faculteit Geesteswetenschappen (1987-1989) in de Gold Coast, Australië[7]
- KitaKyushu International Conference Center (1987-1990) in Fukuoka, Japan[7]
- Palafolls Sports Complex Pavilion (1987-1996) in Barcelona, Spanje[bron?]
- Centre of Japanese Art and Technology (1990-1994) in Krakau, Polen[7]
- Nagi Museum Of Contemporary Art (1991-1994) in Okayama, Japan[7]
- Kyoto Concert Hall (1991-1995) in Kyoto, Japan[7]
- Nara Centennial Hall (1992-1998) in Nara, Japan[7]
- Domus: La Casa del Hombre (1993-1995) in A Coruña, Spanje[7]
- Granship-Shizuoka Convention and Arts Center (1993-1998) in Shizuoka, Japan[7]
- COSI Columbus (1994-1999) in Columbus, Ohio, Verenigde Staten
- Shenzhen Cultural Center (1998-2007) in Shenzhen, China
  - Inclusief Shenzhen Library en Shenzhen Concert Hall
- Nieuwe ingang van het CaixaForum Barcelona (1999-2002) in Barcelona, Spanje
- Isozaki Atea (1999-2009) in Bilbao, Spanje
- Torino Palasport Olimpico (2000-2006) in Turijn, Italië
- Museum van de Central Academy of Fine Arts in Beijing (2003-2008) in China
- New Concert Hall Building (2003-) in Thessaloniki, Griekenland, 2010
- Himalayas Center (2003-) in Shanghai, China
- Pavilion of Japanese Army in World War II, Jianchuan Museum Cluster (2004-2015) in Chengdu, China
- Diamond Island (2006-) in Ho Chi Minh City, Vietnam (gereed in 2012)
- Coliseum da Coruña in A Coruña, Spanje, 1991
- Weill Cornell Medical College in Qatar, Education City, in de buurt van Doha
- Qatar National Convention Center, geopend in 2011[10]
- New Town Library (2012) in Maranello, Italië (Arata Isozaki en Andrea Maffei)
- D38 Office (2012) in Barcelona, Spanje[11]
- Torre Isozaki, Torre Allianz of Il Dritto (2015) in Milaan, Italië (Arata Isozaki en Andrea Maffei)[12]
- Harbin Concert Hall (2015) in Harbin, China